# Maybach I y II
52°11′36″N 13°28′24″E / 52.1934, 13.4733
Maybach I y II eran una serie de búnkeres de superficie y subterráneos construidos a 20 kilómetros al sur de Berlín, en Wünsdorf, cerca de Zossen, Brandemburgo, para albergar al Alto Mando del Ejército, en Maybach I y el Mando Supremo de las Fuerzas Armadas en Maybach II durante la Segunda Guerra Mundial. Junto con el complejo de la fortaleza militar Zossen, Maybach I y II fueron ubicaciones claves desde las cuales se llevó a cabo la planificación principal de las operaciones de campo de la Wehrmacht y proporcionaron una conexión clave entre el liderazgo militar y civil de Berlín al frente de batalla. El complejo lleva el nombre del motor de automóvil Maybach.

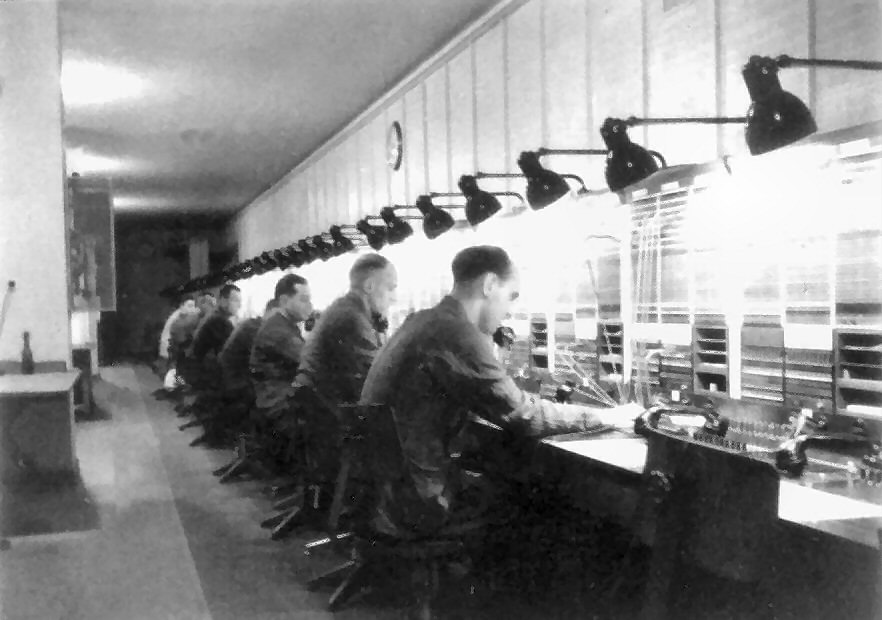
Una de las centralitas telefónicas del complejo

## Zeppelin
El búnker Zeppelin fue construido por el Reichspost por orden del Oberkommando der Wehrmacht a fines de la década de 1930. El bunker fue construido entre 1937 y 1939 en el área del llamado Stalag como un centro de Inteligencia de Transmisiones. El nombre en código para el búnker era Amt 500. La estructura consistía en un edificio longitudinal de dos secciones con medidas de 117m × 22m con un anexo asociado de tres pisos que medía 57m × 40m. Después de varios cambios en el proyecto, se agregó un tercer acceso en 1938, al llamado "Edificio del Correo del Reich" al que se podía acceder mediante camiones ligeros, directamente por encima de la construcción por unas escaleras y un ascensor. Un túnel por el sur conectó el búnker con Maybach I y II al suroeste.

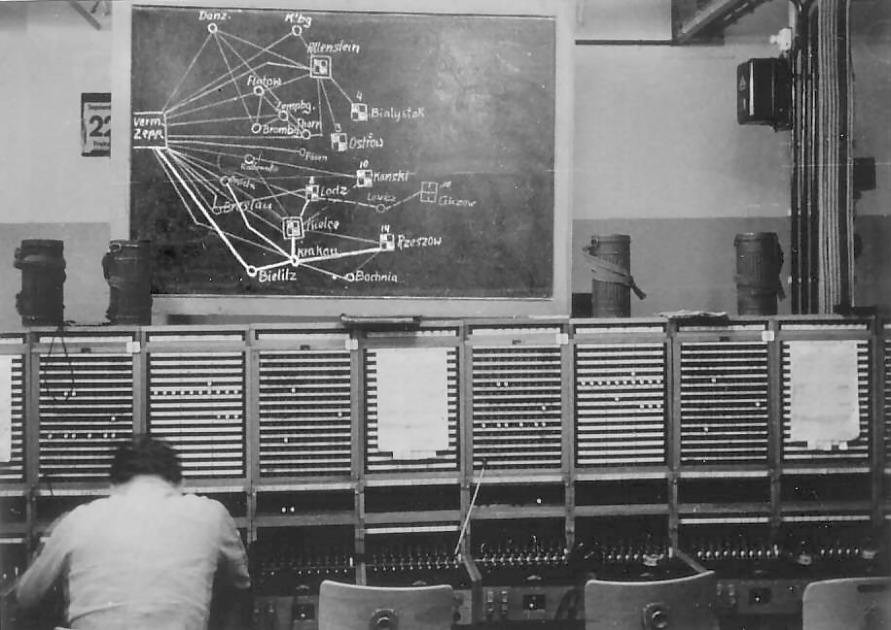
Servicio de telecomunicaciones el 25 de agosto de 1939, pocos días antes del inicio de la campaña polaca.

## Maybach I
Maybach I fue construido entre 1937 y 1939 cuando se avecinaba la guerra. En diciembre de 1939, Maybach I estaba completamente terminado y en funcionamiento. El complejo consistía en doce edificios de tres pisos sobre el suelo diseñados para que cuando fuesen observados desde el aire parecieran viviendas locales y dos pisos de búnkeres interconectados con muros de 70 centímetros de espesor debajo. En lo más profundo en los niveles subterráneos de Maybach I, había pozos para agua potable y alcantarillado, sistemas de filtro de aire para protección contra ataques de gas y motores diesel para mantener el complejo operativo. Más tarde, durante Segunda Guerra Mundial, el sitio fue camuflado con redes.

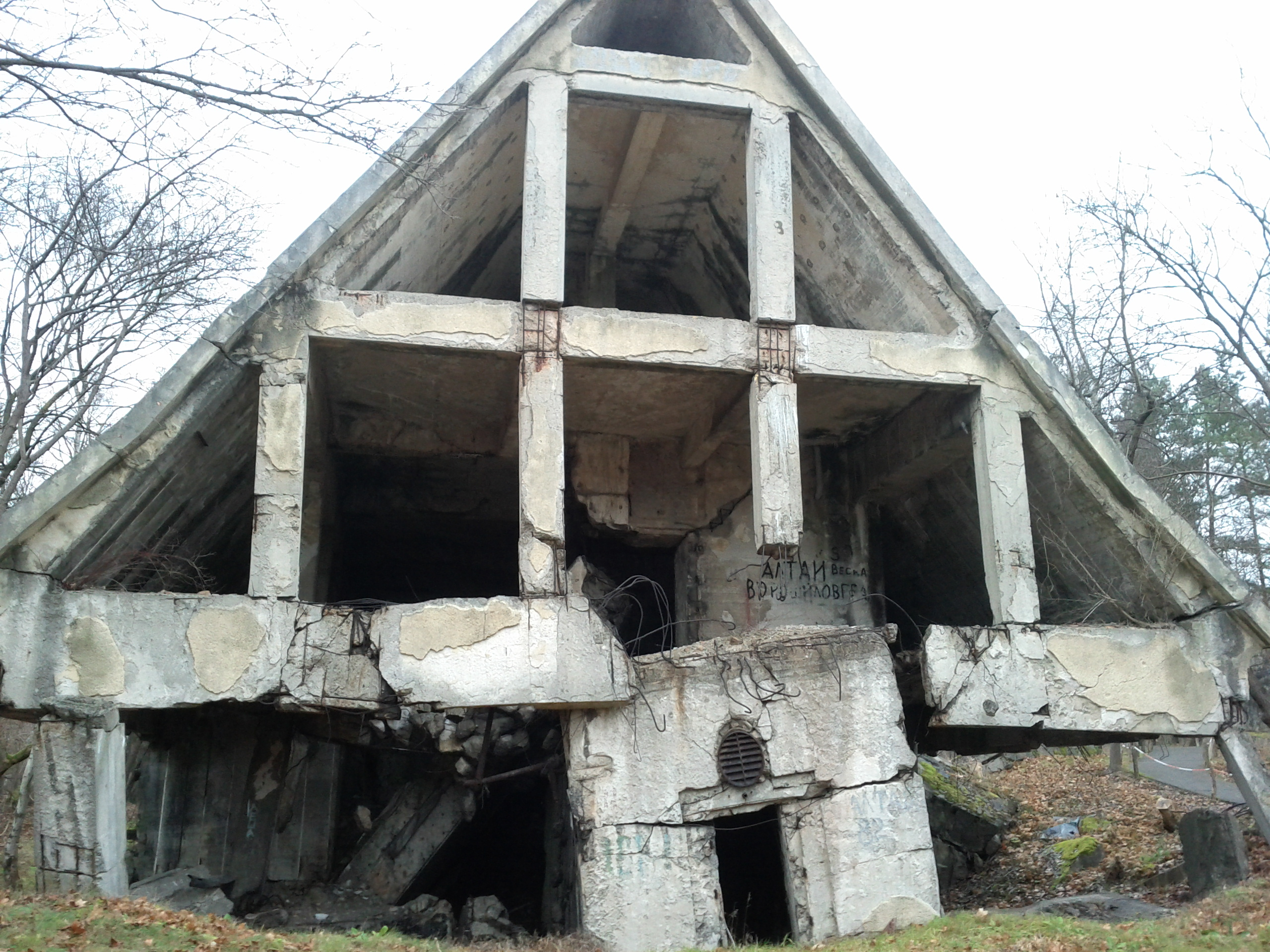
Una de las entradas al búnker Zeppelin, construida para parecer una de las casas típicas de la zona.

## Maybach II
Maybach II, terminado en 1940, era del mismo diseño, con once edificios de superficie. Las pruebas incriminatorias dejadas por los conspiradores de la trama del 20 de julio contra Hitler fueron descubiertas en Maybach II en una caja fuerte en Zossen. Entre los documentos supuestamente descubiertos había extractos del diario de Wilhelm Canaris, correspondencia conspirativa entre agentes de Abwehr, información sobre las negociaciones secretas entre el Vaticano y miembros del golpe de Estado originalmente planeado (1938), datos sobre las actividades de resistencia del ministro luterano Dietrich Bonhoeffer y otros archivos incriminatorios sobre los conspiradores militares.

## Segunda Guerra Mundial
Entre el 15 y el 17 de enero de 1945, el OKH se trasladó a Maybach I. El estado mayor del ejército movió sus cuarteles a Maybach II. Durante 1945, el complejo fue bombardeado por los británicos y los estadounidenses, incluida una incursión el 15 de marzo que hirió al Jefe del Estado Mayor del Ejército Hans Krebs. El 20 de abril, el Tercer Ejército Blindado de la Guardia soviético amenazó al cuartel general cerca de Zossen. El general Krebs le pidió permiso a Hitler para irse y destruir los elementos más importantes. Para cuando Krebs recibió el permiso, ya era demasiado tarde para destruir cualquier cosa. Al mediodía 20 de abril, el OKH evacuó a Eiche cerca de Potsdam y el OKW a Krampnitz. Los rusos llegaron por la tarde, encontrando el complejo vacío aparte de cuatro soldados alemanes.

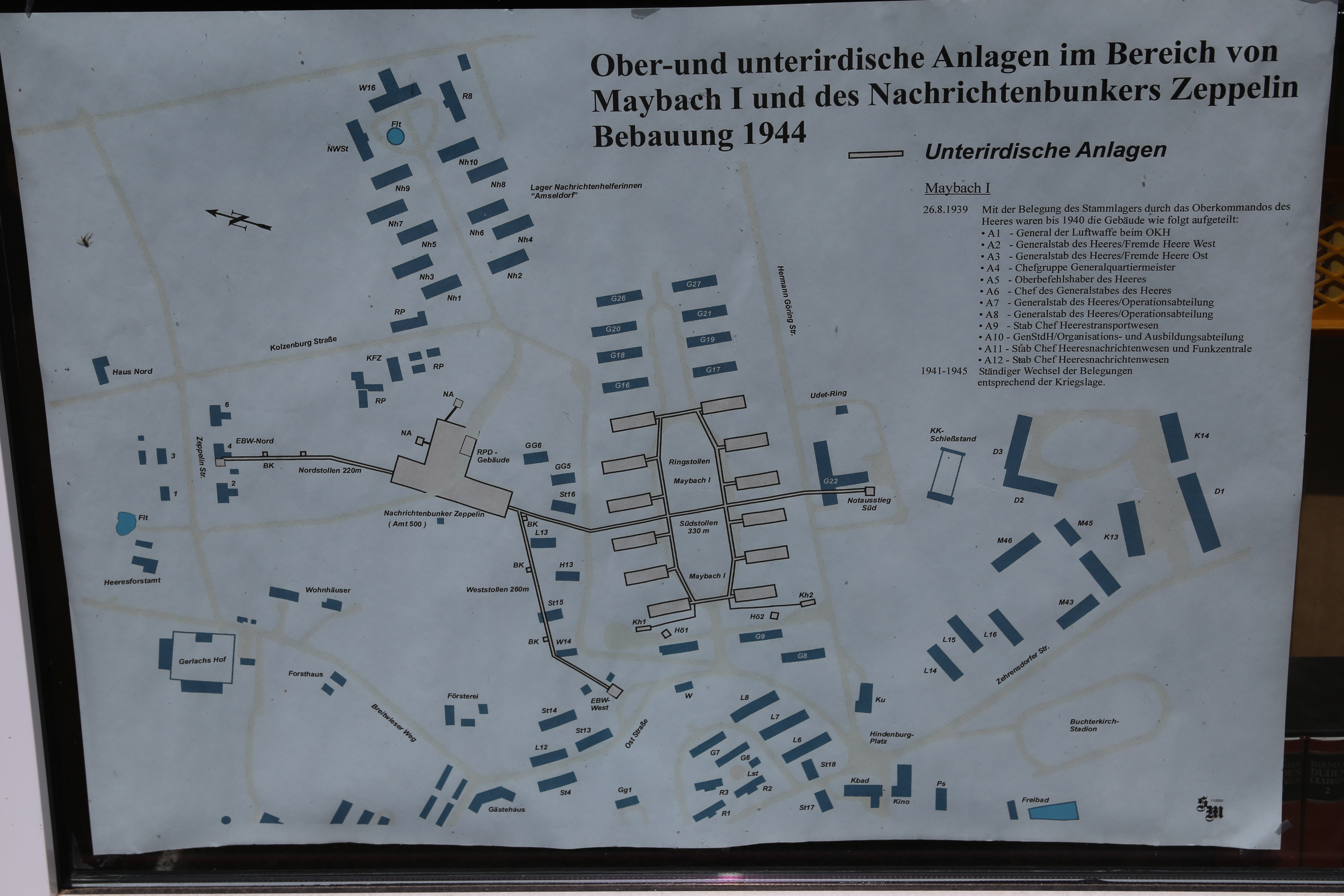
Fotografía de un mapa con la situación de las estructuras en el complejo militar de Zossen.

## Guerra Fría
Los dos búnkeres Maybach fueron destruidos en gran parte por el Fuerzas Armadas Soviéticas a fines de 1946, de acuerdo con las estipulaciones del Acuerdo de Cuatro Potencias sobre Berlín sobre la ocupación de Alemania y por el ruego del Consejo de Control Aliado, aunque algunos edificios sobrevivieron, incluido el búnker de comunicaciones Zeppelin. El búnker Zeppelin más tarde formó parte de las instalaciones soviéticas de la Guerra Fría en Wünsdorf bajo el nombre Ranet. Posteriormente se agregaron más instalaciones de búnker para albergar el mando central y las funciones de comunicaciones del ejército soviético en la RDA. Los terrenos del búnker se desmilitarizaron después del cierre de la base en 1994, cuando las últimas tropas rusas abandonaron Alemania.

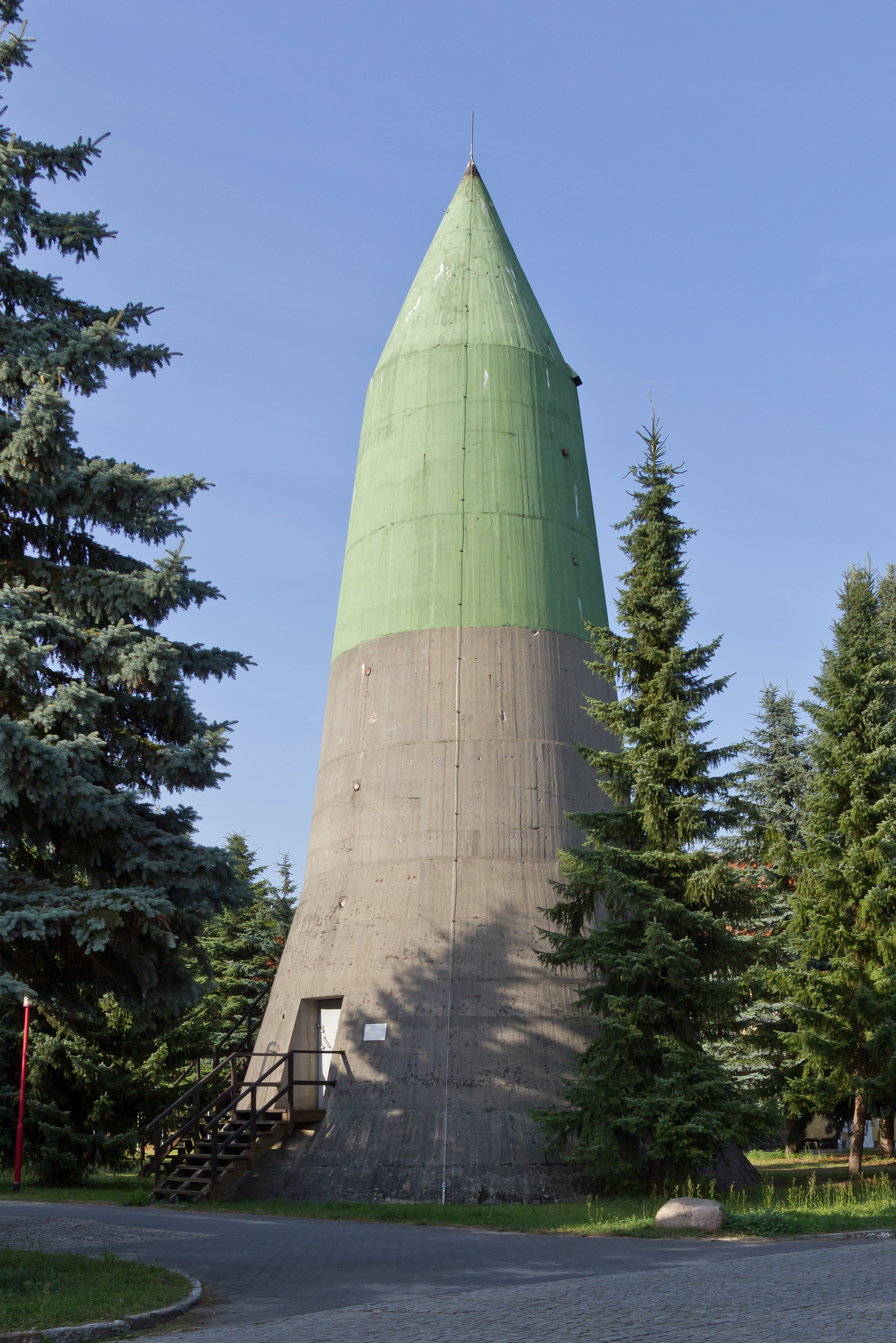
Un Spitzbunker.

## Actualmente
Las ruinas de las casas que servían de entrada al búnker, permanecen dentro de la antigua base militar soviética en Wünsdorf- Waldstadt. Se puede acceder al área y a los búnkeres subterráneos mediante visitas guiadas y hay un museo que alberga exposiciones sobre la historia militar de la ciudad y los complejos de búnkeres. Algunas partes del complejo subterráneo de Maybach I siguen siendo accesibles a través de las ruinas de los edificios de entrada, junto con el búnker de comunicaciones vecino Zeppelin, mientras que Maybach II ha sido casi destruido.